# 佟麟閣
佟 麟閣（とう りんかく）は中華民国の軍人。満州族。北京政府、国民軍、国民政府（国民革命軍）の軍人で、馮玉祥配下の「十三太保」の1人としても知られる。本名は凌閣。字は捷三。

## 事跡
農民の家庭に生まれる。はじめは学問を志したが、清末の政治変動や家庭の苦境の影響もあり、軍人の道に転じた。中華民国成立後に、馮玉祥率いる第16混成旅に加入する。以後、順調に昇進していった。
1924年（民国13年）10月の北京政変（首都革命）後に、国民軍第1軍第11師歩兵第21旅旅長に就任した。翌1925年（民国14年）7月、西北軍第11師師長に昇進している。1926年（民国15年）の南口大戦では、要害に拠って奉天派の軍を相手に激しく抗戦し、勇名を轟かせた。
五原誓師を経て馮玉祥が国民革命軍に加入すると、佟麟閣もこれに従う。1927年（民国16年）に甘粛隴南鎮守使兼代理甘粛督弁をつとめた。馮玉祥が国民革命軍第2集団軍総司令に任命されると、佟麟閣は第11軍軍長に任命された。しかし佟麟閣は、回族の馬仲英軍に包囲されて大きな損害を出し、北伐に貢献することはできなかった。
北伐後に、馮玉祥と蔣介石が対立するようになると、佟麟閣も蔣軍と交戦したが、敗北に終わった。その後は宋哲元率いる第29軍で、副軍長兼軍官教導団団長をつとめた。1933年（民国22年）の長城抗戦では、佟麟閣も宋哲元を補佐して善戦し、最終的には敗北したものの、国内世論の賞賛を受けた。
同年5月に、馮玉祥が張家口で察哈爾民衆抗日同盟軍を結成すると、佟麟閣もこれに参加し、第1軍軍長に任命された。しかし、蔣介石は馮玉祥に圧力をかけたために、8月には馮玉祥は下野する。佟麟閣もいったんは宋哲元の下に戻ったが、結局はやはり下野した。
1936年（民国25年）、佟麟閣は第29軍副軍長兼教導団団長にそのまま復帰し、南苑（現在の北京市豊台区）に駐屯した。民国26年（1937年）7月7日、盧溝橋事件が勃発すると、佟麟閣ら第29軍の有力幹部は抗戦の意思を示している。宋哲元は抗戦を決断できずに逡巡し、南京の国民政府中央も、この時点での戦闘開始には消極的であった。やむなく佟麟閣は南苑をそのまま守備した。同月20日頃から、進軍してきた日本軍と佟軍との交戦が始まる。
圧倒的な兵力・火力の差の中、佟麟閣は激しく抗戦したが、同月28日、力尽きて戦死した。享年46（満44歳）。31日に、国民政府から陸軍上将を追贈された。現在でも、北京市西城区の佟麟閣路にその名を残している。